# Scheidegg
Scheidegg – uzdrowiskowa gmina targowa w południowych Niemczech, w kraju związkowym Bawaria, w rejencji Szwabia, w regionie Allgäu, w powiecie Lindau (Bodensee). Leży w Allgäu, około 12 km na wschód od Lindau (Bodensee), przy drodze B308 i granicy z Austrią.
Scheidegg posiada 3200 miejsc w hotelach, rocznie miejscowość odwiedza około 500 tys. turystów.

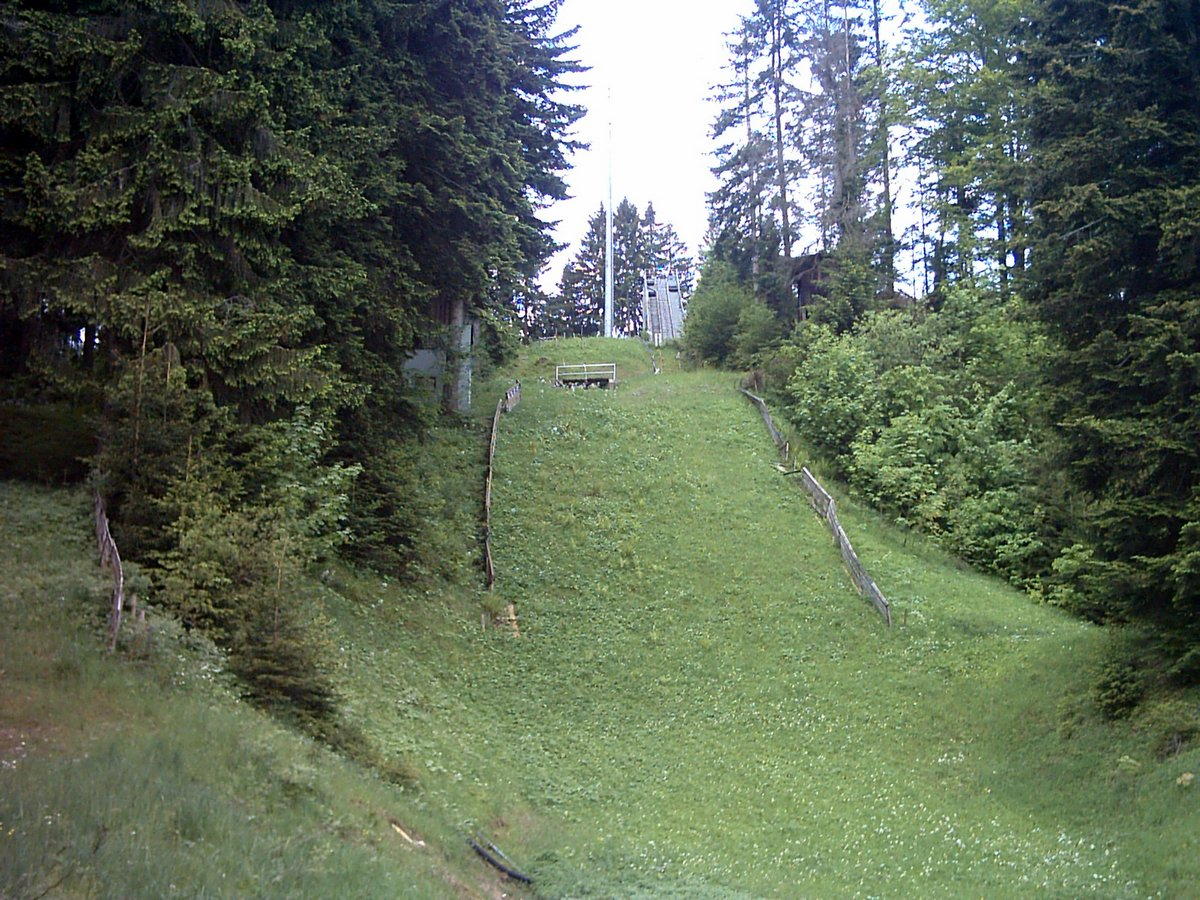
Skocznia narciarska Felsenschanze

## Polityka
Wójtem gminy jest Ulrich Pfanner, rada gminy składa się z 16 członków.
|      | CSU | SPD | Freie Wählerschaft Scheidegg-Scheffau e.V. | Razem |
| 2008 | 8   | 3   | 5                                          | 16    |

## Osoby

### związane z gminą
- Tobias Steinhauser - kolarz